# Valsella Meccanotecnica
Valsella Meccanotecnica (conosciuta anche come Valsella) fu una azienda italiana tra i più grandi produttori di mine. Ebbe sede a Montichiari e due siti produttivi a Castenedolo, di cui uno in località Fascia d'Oro sede della Bremach.
Cessò la produzione di mine nel 1994, dopo la moratoria del Governo Italiano contro le mine antiuomo, e nel 1999, dopo l'acquisizione da parte della Vehicle Engineering & Design (VE&D) s.r.l., poi divenuta Pro.De s.r.l. , trasformata ad azienda nel settore automotive; la progettazione e produzione di mine in Italia finì definitivamente con la legge 374/97.
Assieme a Tecnovar Italiana S.p.A., e Misar S.p.A. (tutte e due nate da ex collaboratori Valsella) queste tre compagnie furono il centro delle produzioni di mine in Italia.

## Storia
La Valsella fu stabilita nel 1969-1970 dagli imprenditori Francesco Rena e Antonio De Cristofano, con la collaborazione del Ministero della Difesa e l'azienda Redon Trust di Schaan nel Liechtenstein, di cui De Cristofano fu avvocato. La sua fondazione avvenne contestualmente alla chiusura della precedente principale fabbrica italiana di mine, la Junghans di Venezia, chiusa definitivamente nel 1971. Nel 1980 Valsella Meccanotecnica S.p.A. fu formata da due compagnie, Valsella S.p.A. e Meccano Tecnica MT S.p.A.. Meccano Tecnica era locata in Castenedolo e produceva particolari in plastica ad uso civile. Fu fondata nel 1962 ma messa in liquidazione nel 1979 appena in joint venture con Valsella. Meccano Tecnica fu compartecipata al 50% da Redon Trust.
Valsella deteneva il 50% di una società, Valtec, sita in Milano-Roma che fu responsabile delle vendite, di un 32,4% della Motomar, una fabbrica di motori marini. Successivamente la Valsella, tramite Redon Trust fu controllata dall'italo-svizzero Paolo Jasson residente in Collina d'Oro, Svizzera fino all'entrata di Fiat nel 1984.

### Formazione di Tecnovar Italiana
Nel 1971, Valsella Sud s.r.l., a Bari, fu fondata da collaboratori Valsella, Ludovico Fontana, e rinominata in Tecnovar Italiana S.p.A.. Nel 1993 il proprietario, Vito Alfieri Fontana (che prese il comando dell'azienda) capì l'impatto della sua produzione  e iniziò un programma di ristrutturazione, allontanandosi dalle mine. Nel 1997 chiuse.
Nel 1976, dopo una disputa legale, il fondatore della Valsella, Francesco Rena, si dimise ed entrò in società con S.E.I. S.p.A. (la produttrice dell'esplosivo all'interno delle mine).

### Formazione della Misar
Nel 1977 la  Misar S.p.A. fu fondata da collaboratori della Valsella in jv con S.E.I., Misar fu incorporata nella sussidiaria Fiat Whitehead S.p.A. nel 1990 (BPD Difesa e Spazio che dal 1996 è Fiat Avio, ora Avio) e nel 1995 la Misar fu acquisita dalla stessa S.E.I.

### Presenza a Singapore
Nel 1982, Valsella Meccanotecnica Pte Ltd (Singapore) (Valsella Pte Ltd) fu fondata come sussidiaria della Valsella attraverso le finanziarie Finabel S.p.A. e Dukan s.a.s. Le finanze furono gestite da Rimon s.r.l., Falcom S.p.A., e Unione Fiduciaria S.p.A. Le mine furono fornite dalla Valsella e l'esplosivo dalla Bofors, queste assemblate dalla Chartered Industries of Singapore di Singapore per l'export.
Nel 1983 Valsella vendette le sue azioni in Valsella Meccanotecnica alla Meccano Tecnica. Meccano Tecnica controllata al 90% da Valsella e 10% da Dukan s.a.s.

### Vendita alla Fiat
Durante 1984, il gruppo Fiat tramite Fratelli Borletti S.p.A. (prima 50% Fiat e 50% famiglia Borletti poi 100% Fiat-Magneti Marelli dal 1985) e tramite Gilardini, ottennero il 100% del capitale di Meccano Tecnica (e di conseguenza di Valsella Meccanotecnica). Questo diede il controllo al 100% di Valsella e Misar alla Fiat. Per un certo periodo Fiat prese davvero il controllo dell'industria mine militari in Italia; una posizione consolidata nel 1988 con l'acquisto di Simmel Difesa che a sua volta rilevò gli asset di Bombrini Parodi Delfino (BPD).
Dal maggio 1986 al settembre 1987 il presidente della Valsella fu Ferdinando Borletti della Fratelli Borletti, ovvero chi nel settembre 1986 comprò il 50% dell'azienda. Cesare Somigliana fu presidente dal 1987.
Valsella ebbe un arresto della produzione nel 1987 quando l'esportazione fu fermata a seguito di un'indagine da clienti svedesi, su informazioni di un settimanale francese Envenement du Jeudi; seguirono indagini giudiziarie anche presso la Tirrena Industriale di Pomezia.

### Vendita di mine all'Iraq
Nel 1991 i manager della Valsella Antonio De Cristofano, Mario Fallani (direttore di Casalee Italia), Gabriel van Deuren (della Cofitec), Cesare Somigliana, Calista Calisto, Paulo Jasson, Paolo Torsello, Vito Taddeo, Peter Kurt Maier furono accusati di commercio illegale di armi con l'Iraq. Ammisero di aver commesso irregolarità, il tribunale li dichiarò non colpevoli dei crimini contestati.
Furono accusati di aver venduto 9 milioni di mine anti-uomo all'Iraq via Singapore. Queste mine furono utilizzate dagli iracheni durante la guerra con l'Iran, la Guerra del Golfo e l'attacco ai Curdi.

### Fuoriuscita di Fiat
Nel 1994 Fiat annunciò (tramite Fiat Ciei S.p.A.) la cessazione di ogni partecipazione in Valsella e nello stesso anno Fiat Componenti e Impianti per l'Energia e l'Industria si fuse con Whitehead Sistemi Subacquei S.p.A.. Nel 1995 la produzione di mine di terra e navali della Misar (incorporata nella Whitehead nel 1990) furono vendute alla Società Esplosivi Industriali S.p.A. che comprò il 30%, con il restante 70% controllato da Societè Anonyme d'Explosifs et de Produit Chimique (EPC Groupe): nel 1995 S.E.I. divenne controllata al 70% dall'EPC Groupe con il rimanente tenuto dalla famiglia Sorlini).
Nel 1994 il Governo Italiano adottò una moratoria contro le mine anti-uomo. Nel 1995 solo una frazione della produzione Valsella fu militare. Nel 1997 la produzione militare finì, riconvertendosi a scopi civili; prima del fallimento l'azienda fu acquisita nel 1999 come sito produttivo per il settore automobilistico dalla Vehicle Engineering & Design (VE&D) s.r.l., poi divenuta Pro.De s.r.l. Nel 2005 la Pro.De acquisì il marchio Bremach e il sito produttivo in località Fascia d'Oro divenne la fabbrica dei veicoli Bremach oltre che la sede dell'ufficio indipendente di engineering services. Dal 2011, dopo il fallimento della Pro.De, l'azienda torna ad essere VE&D e il marchio Bremach ceduto.

## Prodotti
- VS-HCT, mina anticarro
- VS-1.6, mina anticarro
- VS-N, mine anticarro inclusa la Sh-55, prima mina della Valsella
- VS-50, mina antiuomo in plastica
- VS-MK2, plastic bodied scatter-able anti-personnel blast mine
- Valmara 59, mina antiuomo saltante
- Valmara 69, mina antiuomo saltante
- VS-JAP, mina antiuomo delimitante
- VS-T, illumination mine (and VS-T-86)
- VS-SATM1, mina terrestre anticarro disperdibile
- Istrice, sistema di posa mine montato su veicolo (1987)
- GRILLO-128 sistema di lancio a tubo singolo portatile dall'uomo e distributore di mine per elicotteri VS-MDH